# Sant'Evasio
Sant' Evasio (... – 362) è stato un vescovo italiano, venerato come santo dalla Chiesa cattolica, soprattutto ad Asti, ed è il patrono di Pedrengo e Casale Monferrato. La commemorazione liturgica ricorre il 1º dicembre.

## Biografia
Non esistono certezze storiche sulla sua vita; alcuni scritti lo collocano vescovo di Asti nel IV secolo (330-358).
Giovanni Maria Balliano, che per primo compilò la vita del santo in italiano nel 1566, si appoggiò agli Atti del monaco benedettino Giovanni Domenico e al Chronichon Novaliciense. Secondo questi scritti il vescovo morì al tempo di Liutprando per mano del duca Attabulo, il quale gli mozzò la testa in un luogo nei dintorni di Casale Monferrato dove ancora oggi è presente un duomo in suo onore.
Questa supposizione non può essere vera perché Liutprando visse nell'VIII secolo.

## Gli studi
Il Deconti, il Savio e l'Irico, che studiarono il codice casalese e riscrissero la vita del patrono di Casale, lo collocano nel periodo dell'imperatore Costantino I.
Dagli Atti del martirio, Sant'Evasio venne consacrato vescovo dal papa Silvestro in Ecclesia beati Petri Apostoli, iuxta eiusdem Apostoli aram nel 330.
Quindi, essendo l'antica Basilica di San Pietro, edificata dall'imperatore Costantino, l'investitura di Evasio a vescovo è probabile che sia avvenuta in quel periodo.
Nel 355 il figlio Costanzo II, assunto il potere, favorì l'arianesimo, destituendo i vescovi cattolici avversi alle sue idee.
Allontanato dalla propria sede astigiana (358), secondo gli agiografi cristiani Evasio sarebbe stato martirizzato il 1º dicembre 362 presso la città di Sedula (l'odierna Casale Monferrato), in quelle che la tradizione cristiana chiama le persecuzioni di Giuliano.
Don Pietro d'Acquino, negli studi sull'origine della diocesi di Asti ed i suoi primi vescovi, riferisce che dal catalogo più antico dei vescovi astesi pubblicato da monsignor Giovanni Stefano Aiazza, nel 1605, l'unico "Evasius" vescovo che troviamo, muore nel 713, dopo ventotto anni di episcopato.
Questo vescovo, non deve essere confuso con il martire del IV secolo, il cui corpo fu trasportato da Benevento a Casale dal re Liutprando nell'VIII secolo.
Il martire Evasio, non fu mai vescovo di Asti, né tanto meno il primo vescovo.
L'Evasio astese è un vescovo deceduto naturalmente e nei secoli venerato erroneamente come santo dopo essere stato confuso con il martire casalese probabilmente per la vicinanza delle due diocesi.
Inoltre, il culto del martire Evasio ad Asti, non si sviluppò che tardivamente.
Infatti non esistono documenti anteriori al secolo XIII che ne dimostrino il culto ad Asti e sembra persino che ancora nel XVI secolo se ne ignorasse la leggenda, visto che nel sinodo di monsignor Domenico della Rovere del 1584, la festa del 1º dicembre è affiancata a S.Evasii Episcopi et confessoris.
Questo scarno accenno ad un santo che si dovrebbe considerare martire e primo vescovo della diocesi, lascia supporre l'infondatezza dei fatti.
Molta di questa confusione, va anche attribuita alla trasmissione di notizie mistificatorie del religioso cistercense Filippo Malabaila nel 1644 a Ferdinando Ughelli per l'opera Italia sacra.
Il Malabaila, forse per colmare il vuoto episcopale della diocesi di Asti nei primi secoli e per dar lustro alla Chiesa astese, aggiunse queste supposizioni prive di fondamento documentabile